# Tetrops
Tetrops is een kevergeslacht uit de familie van de boktorren (Cerambycidae). De wetenschappelijke naam van het geslacht werd voor het eerst geldig gepubliceerd in 1826 door Kirby.

## Soorten
Tetrops omvat de volgende soorten:
- Tetrops bicoloricornis Kostin, 1973
- Tetrops brunneicornis Pu, 1985
- Tetrops elaeagni Plavilstshikov, 1954
- Tetrops formosus Baeckmann, 1903
- Tetrops gilvipes (Faldermann, 1837)
- Tetrops hauseri Reitter, 1897
- Tetrops kuantaoshanensis Chang, 1978
- Tetrops mongolicus Murzin, 1977
- Tetrops praeustus (Linnaeus, 1758)
- Tetrops rosarum Tsherepanov, 1975
- Tetrops starkii Chevrolat, 1859
- Tetrops warnckei Holzschuh, 1977